# Palazzo della Pilotta
Le Palazzo della Pilotta est un ensemble d'édifices qui se trouvent dans le centre historique de Parme et dont le nom dérive du jeu de la pelote basque.

## LeCorridored'Octave
Construit vers 1580, pendant les dernières années du duché d'Octave Farnèse, l'édifice se développe autour du Corridore un long couloir rectiligne sur piliers, qui unissait la tour Rocchetta viscontienne - dont on voit quelques traces le long du fleuve Parma au palais ducal.
Il est probable que le projet soit de l'architecte militaire Francesco Paciotto, ami du duc qui l'appelle à Parme en 1580.  Cependant, seul le sculpteur toscan Giovanni Boscoli est nommé pour avoir participé à la construction.

## La Pilotta de Ranuce
En 1602, Ranuce Ier Farnèse confia le chantier à Simone Moschino puis s'interrompit en 1611, laissant la construction dans un état inachevé comme on le voit encore aujourd'hui. La façade qui devait se dresser sur l'actuelle piazza Ghiaia ne fut jamais construite et l'église San Pietro Martire, appartenant aux dominicains qui se trouvait insérée dans la cour, ne fut détruite qu'en 1813.
L'ensemble de l'édifice se compose de trois cours, appelées respectivement de San Pietro Martire (aujourd'hui dit de la Pilotta), du Guazzatoio (originellement dit « della pelota ») et celle dit de la Racchetta. La Pilotta renfermait un gigantesque salon devenu rapidement le théâtre Farnèse, une grande écurie, les habitations des palefreniers, le manège, l'étable des mules, la remise pour les carrosses, la garde-robe, la salle de l'Académie et une série de galeries pour délimiter les grandes cours.
Cet ensemble devait contenir tous les services destinés à la vraie résidence, à savoir le Palais ducal.
Avec la fin de la famille Farnèse se termine aussi le faste de cet édifice, saccagé à partir de l'avènement de Charles Ier qui déplaça tout le patrimoine des Farnèse à Naples. Avec son frère Philippe Ier de Parme, l'édifice connaît une partielle renaissance qui continue jusqu'à nos jours.

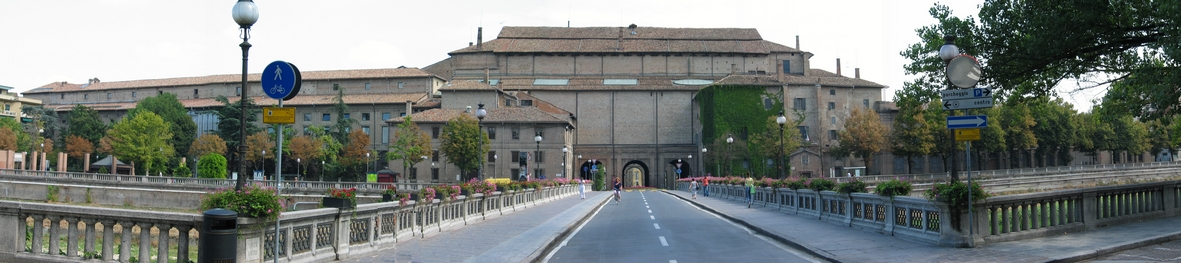
Vue de la Pilotta et l'entrée du parc ducal sur le Lungoparma.

Transformation de la Pilotta au cours du temps.

À l'intérieur se trouvent actuellement : 
- le Musée archéologique national de Parme
- la Scuola d'arte Toschi
- la Biblioteca Palatina
- le Musée Bodoniano
- le Théâtre Farnèse
- la Galerie Nationale de Parme